# Zulubius
Zulubius is een geslacht van wantsen uit de familie van de Alydidae (Kromsprietwantsen). Het geslacht werd voor het eerst wetenschappelijk beschreven door Bergroth in 1894.

## Soorten
Het genus bevat de volgende soorten:

- Zulubius lindbergi Göllner-Scheiding, 2000
- Zulubius longulus (Linnavuori, 1978)
- Zulubius maculatus (Thunberg, 1822)